# La Russie d'aujourd'hui
La Russie d'aujourd'hui est un supplément mensuel que Rossiyskaya Gazeta publie au sein du journal français Le Figaro[Quand ?].
La Russie d'aujourd’hui compile actualités économiques, culturelles et sportives, problématiques actuelles, découvertes scientifiques, idées innovantes, portraits. Les articles sont rédigés par des experts, journalistes et politologues russes et étrangers, traitant des perspectives de la situation géopolitique internationale et de la place de la Russie dans une nouvelle réalité mondiale. Des experts répondent aux questions des lecteurs et un calendrier des événements de l’année France-Russie est tenu à jour.
La Russie d'Aujourd’hui est réalisé dans le cadre du projet international de Rossiyskaya Gazeta Russia Beyond the Headlines.